# Conservatory Water
Conservatory Water es un estanque ubicado en un hueco natural dentro de Central Park en Manhattan, Nueva York (Estados Unidos). Está ubicado al oeste de la Quinta Avenida, centrado frente a la calle 74 este. El estanque está rodeado por varias colinas ajardinadas, incluida Pilgrim Hill salpicada de arboledas de cerezos Yoshino y Pug Hill, lo que da como resultado un paisaje de parque un tanto cuidado, planeado en referencia deferente a las plantaciones de los propietarios de las mansiones que una vez bordearon el adyacente tramo de la Quinta Avenida.
Conservatory Water lleva el nombre de un invernadero para plantas tropicales y estaba destinado a ser ingresado desde la Quinta Avenida por una gran escalera. La orilla de Conservatory Water contiene el Curbs Memorial Boathouse, donde los clientes pueden alquilar y navegar modelos de barcos controlados por radio, así como esculturas de bronce.
El agua se suministraba desde Ramble and Lake, el sitio del histórico arroyo Sawkill, que una vez fluyó por aquí en su camino hacia el East River. Cuando se construyó Central Park a mediados del siglo XIX, los resistentes nenúfares se naturalizaron en el lodo del fondo y los tiernos se hibernaron en el conservatorio del parque. Más tarde, el estanque de nenúfares naturalista fue remodelado como un modelo de estanque para botes.

## Historia
Conservatory Water lleva el nombre de otra característica del jardín de la finca, un invernadero para plantas tropicales, al que se ingresa desde la Quinta Avenida por una gran escalera. El jardín se había propuesto en el Plan Greensward de 1857, durante un concurso de diseño para Central Park, donde finalmente ganó el Plan Greensward. Varias otras propuestas presentadas durante la competencia no incluyeron un jardín formal. Los dos diseñadores principales del Plan Greensward, Frederick Law Olmsted y Calvert Vaux, sugirieron construir un invernadero en el sitio del jardín formal propuesto, con una piscina reflectante de "bordes duros" en el medio. Sin embargo, solo se construyó el estanque reflectante. : 146 

Se excavó un estanque naturalista con nenúfares. La empinada orilla hacia la Quinta Avenida estaba densamente plantada con arbustos y árboles, incluidos abedules, para una protección rápida, y hayas de cobre. Samuel Parsons, asistente y socio de Calvert Vaux, quien fue nombrado Superintendente de Plantaciones, describió el efecto en su Paisajismo (1891):
La forma general de este estanque era ovalada, con orillas sinuosas e irregulares, limitada por un alto banco en el lado este y un gran sauce que caía sobre el extremo norte. Las rocas se dispusieron en las orillas inmediatas, para sugerir una formación natural, en lugar de un estanque artificial. El fondo, de apenas tres pies de profundidad, estaba cementado como una copa, y el agua fluía suavemente por un extremo y salía por el otro, y así a través de una palangana hasta la alcantarilla. Dieciocho pulgadas de tierra se enriquecieron con estiércol y se depositaron sobre el fondo.
El agua se suministraba desde Ramble and Lake, el sitio del histórico arroyo Sawkill, que una vez fluyó por aquí en su camino hacia el East River. Los nenúfares resistentes, tanto europeos como americanos, se naturalizaron en el lodo del fondo y los tiernos, plantados en cajas, se hibernaron en el conservatorio del parque, ahora el sitio del Conservatory Garden.

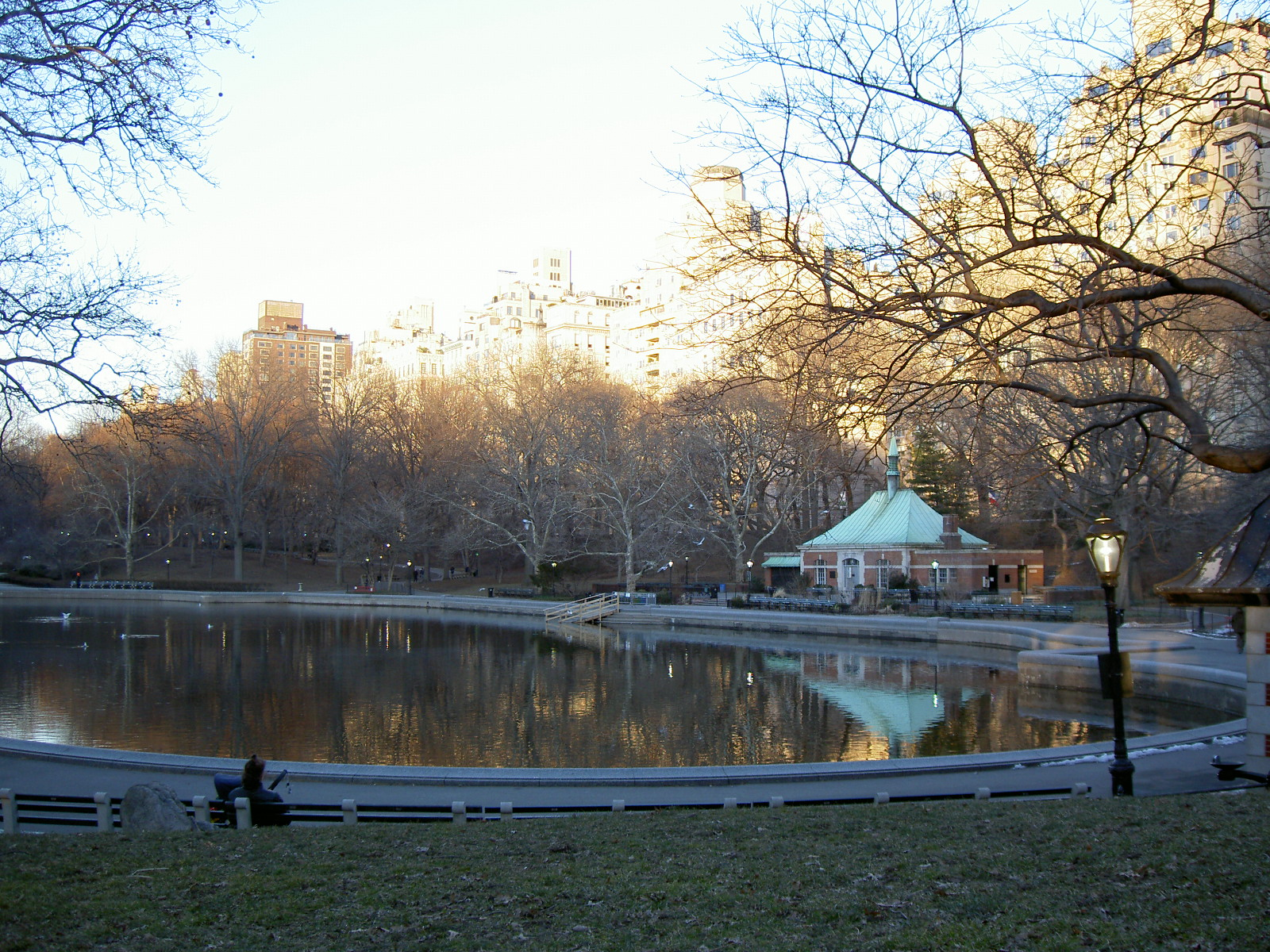
Conservatory Water durante una puesta de sol de invierno, mirando hacia el este

Desde la década de 1860, los niños habían navegado en sus yates modelo en el estanque. Más tarde, el estanque de nenúfares naturalista fue remodelado como un modelo de estanque de barcos basado libremente en el del Jardín de Luxemburgo, en París.
El lavabo poco profundo de forma formal se encuentra en un bordillo moldeado de granito "Atlantic Blue", que reemplazó a un bordillo de hormigón en 2000. Es agua hogar de una flotilla de veleros modelo. : 146 
Los modelos de veleros se hicieron familiares en las páginas de la novela de fantasía realista para niños de E. B. White, Stuart Little (1945), sobre un niño humano parecido a un ratón que navegaba en su barco en Conservatory Water. La novela fue recreada en la popular película Stuart Little de 1999. : 146 

## Cobertizo

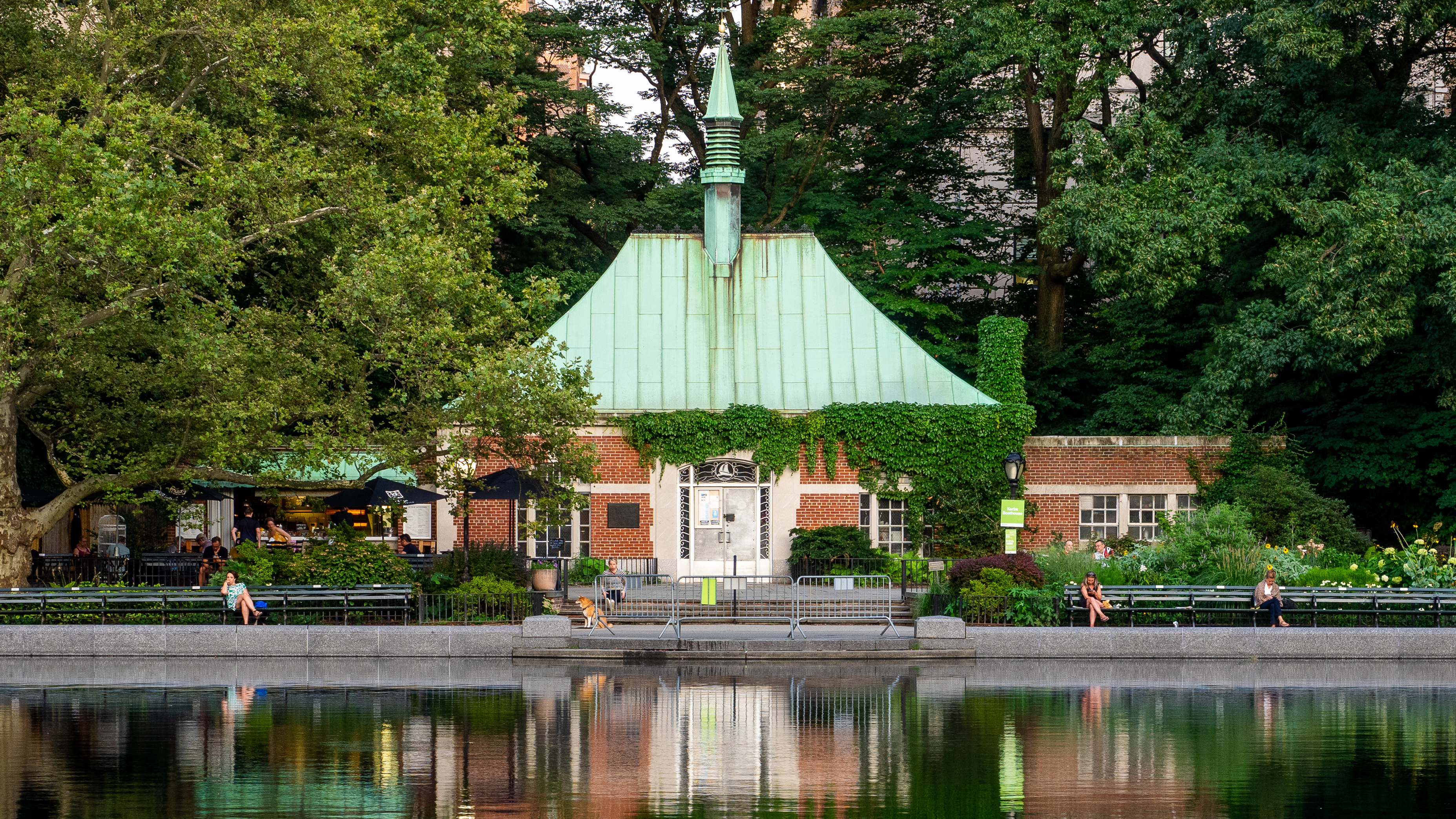
El cobertizo para botes conmemorativo de Curbs

La costa este de Conservatory Water contiene el Curbs Memorial Boathouse, diseñado por el arquitecto Aymar Embury II, donde los clientes pueden alquilar y navegar modelos de barcos controlados por radio y de energía eólica. El cobertizo para botes de 1954, en un estilo georgiano de pícnic con ladrillo rojo y un techo a dos aguas de cobre verde y un campanario, fuera del cual hay un patio de losas, alberga modelos de veleros residentes, así como modelos de yates controlados por radiocontrol.

## Alrededores
Las aguas de Conservatory Water albergan una población estacional de medusas de agua dulce inusualmente diminutas, Craspedacusta sowerbyi. En el frontón Beaux-Arts esculpido de una ventana del piso superior de 927 Fifth Avenue, con vista a Conservatory Water, el halcón de cola roja llamado "Pale Male" estableció un nido, bajo la observación binocular de los numerosos observadores de aves del parque.

### Pilgrim Hill

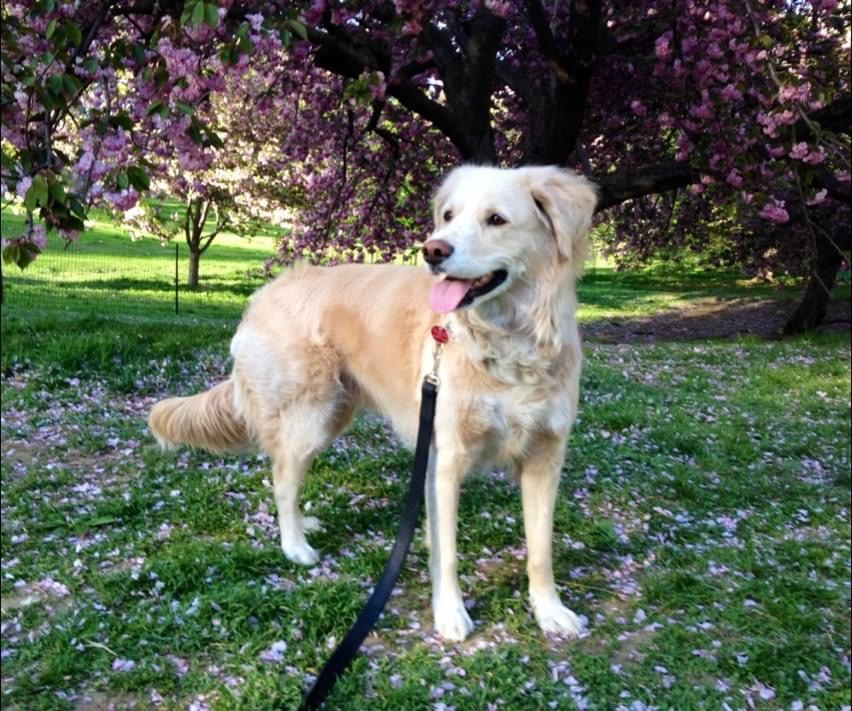
Cerezos florecientes de Yoshino en Pilgrim Hill

Pilgrim Hill se encuentra al suroeste de Conservatory Water, justo dentro de la entrada del parque en 5th Avenue y en el lado norte de calle 72. Sus laderas son populares entre los lugareños para andar en trineo en el invierno cuando Central Park recibe 6 pulgadas de nieve, para arboledas de cerezos Yoshino de flores pálidas cuando florecen en la primavera, y para hacer picnics y descansar en los meses más cálidos. Las laderas están salpicadas de Prunus serrulata y otros ejemplares de árboles, en particular un carpe europeo globoso y nueve especies de robles, todo ello en un césped ondulado.
Son inspeccionados por la estatua de bronce del artista John Quincy Adams Ward de The Pilgrim, una estatua de 2,7 m Representación estilizada de altura de uno de los Peregrinos, inmigrantes británicos al Nuevo Mundo encabezados por William Bradford que partieron de Plymouth en el carguero Mayflower en septiembre de 1620. La estatua mira hacia el oeste en la cima de un pequeño montículo en la cima de la colina, sobre un pedestal de granito rústico de Quincy que fue creado por el arquitecto Richard Morris Hunt y contiene cuatro bajorrelieves (que representan el barco Mayflower, Bible and Sword, Cross -Bow and Arrows y Commerce), con vista a East Drive en East 72nd Street. La estatua fue donada a la ciudad de Nueva York en 1885 por la Sociedad de Nueva Inglaterra de Nueva York.

### Pug Hill
Pug Hill está ubicado al noroeste de la estatua de Alicia y el País de las Maravillas y fue un lugar popular para que los dueños de pug de la ciudad socializaran desde finales de la década de 1990 hasta mediados de la década de 2000. A veces, había tantos pugs presentes que se los describió como un torbellino de color beige y negro que se movía a través de la hierba. Sin embargo, las reuniones de Pug Hill terminaron debido a la fuerte aplicación de NYC Parks. En 2006, Pug Hill fue la inspiración para un libro homónimo.

### EsculturaAlicia en el país delas maravillas

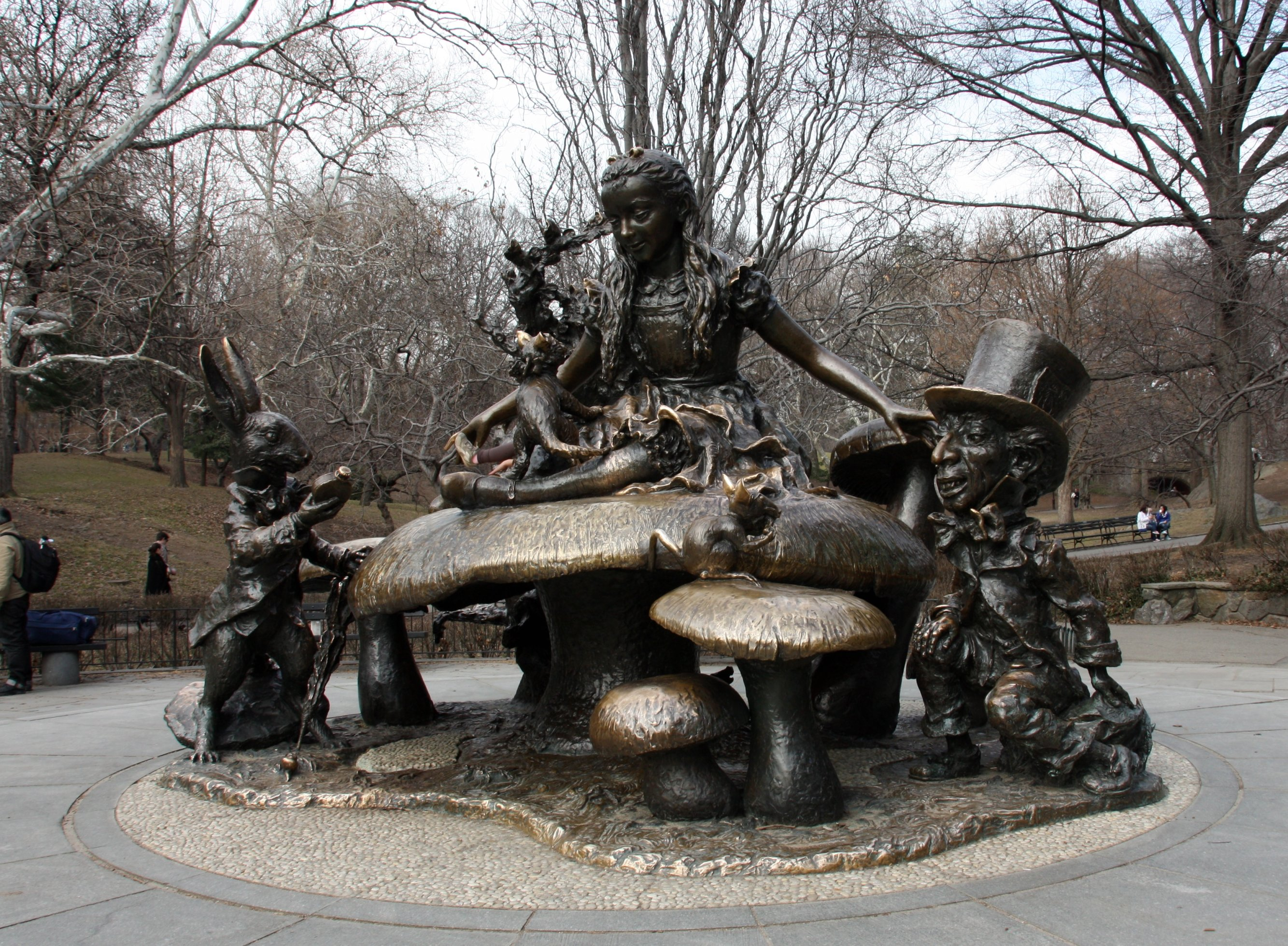
Alicia en el país de las maravillas de José de Creeft, 1959

Grupos escultóricos de bronce ubicados en pequeñas terrazas frente al Conservatorio de Agua. Uno hacia el norte, paralelo a East 74th Street, conmemora la novela Alicia en el país de las maravillas de Lewis Carroll de 1865, con 3,4 m la alta Alicia (cuya cara está inspirada en la de la hija del escultor) sentada sobre un hongo grande en una fiesta de té organizada por el Sombrerero Loco (cuya cara supuestamente está inspirada en la de George Delacorte ) con la Liebre de Marzo, el Conejo Blanco, el Lirón, el Gato de Cheshire, la Oruga y la gatita de Alice, Dinah, en su regazo. Fue creado en 1959 por el escultor José de Creeft, inspirado en ilustraciones dibujadas por John Tenniel, encargado por el filántropo George Delacorte en honor a su esposa, y forjado en Modern Art Foundry en Queens, Nueva York. Es el favorito de los niños que disfrutan subiéndose a él, lo cual fue contemplado en su diseño. En la base de la estatua, entre otras inscripciones, hay una línea del poema sin sentido de Lewis Carroll de 1871 " Jabberwocky ".

### Esculturade Hans Christian Andersen
Otro grupo escultórico, al oeste del Conservatorio de Agua, conmemora al autor de fábulas danés Hans Christian Andersen y el patito feo (1955), esculpido por Georg John Lober. Un 2,9 m más grande que el tamaño natural Anderson se sienta en un banco de granito rosa pulido de Stony Creek con un libro abierto en su regazo, se volvió hacia la historia de "El patito feo", con un 0,6 m -pato alto de bronce a sus pies. En la palma de la mano izquierda de Andersen, el escultor escribió: "En agradecimiento por la ayuda y el aliento que mi esposa Nellie siempre me ha brindado cariñosamente, Georg, 1956". La estatua está destinada a ser escalada. La escultura fue fundida en la Fundición de Arte Moderno.
Estas esculturas fueron construidas por el comisionado de Parques de la Ciudad de Nueva York, Robert Moses, en la década de 1950 como parte del "Distrito de los niños" del parque. Otra estatua, la de la ficticia Mary Poppins, no se construyó. : 146 

### Banco Waldo Hutchins
Discretamente ubicado con vista a Conservatory Water, justo dentro de Central Park, al noroeste de la entrada del parque East 72nd Street y Fifth Avenue, y al este de Pilgrim Hill, se encuentra un banco exterior curvo de granito blanco Concord (un diseño de la antigua Grecia y Roma). Conmemora a Waldo Hutchins (1822–1891), miembro de la Junta de Comisionados original de Central Park, Comisionado de Parques de la Ciudad de Nueva York (1857–1869 y 1887–1891) y Representante durante tres períodos en el Congreso de los EE. UU. (1879– 1885).
El banco mide casi 1,2 m de altura por 8,2 m de largo, y pesa varias toneladas. El costo del banco fue de $15 000 ($ 300,000 en dólares corrientes). Su arquitecto fue Eric Gugler, y en 1932 fue ejecutado por el estudio Piccirilli Brothers, la firma que esculpió el Lincoln Memorial en Washington D. C.
El banco tiene un pequeño reloj de sol, una variación de un reloj de sol de Berossus del período helenístico del siglo III a. C., en su parte posterior diseñado por el escultor Albert Stewart. El reloj de sol presenta una pequeña escultura de gnomon de bronce Art Deco de una bailarina arrastrada por un vestido al viento y bufandas flotantes en el centro. La escultura del gnomon fue creada por el escultor Paul Manship, quien creó la estatua de Prometeo de bronce dorado de 18 pies (5,5 m) de altura en el Rockefeller Center.
Tres líneas arqueadas semicirculares incisas en el banco y pavimentadas coinciden con las líneas de sombra del estante del banco a las 10:00 a. m., el mediodía y las 2:00 p. en la primavera. Hay dos inscripciones en latín grabadas en el respaldo del banco: vivas oportet si vis tibi vivere ("Uno debe vivir para otro, si quiere vivir para sí mismo"; una cita del filósofo romano Séneca el Joven ); y el reloj de sol dice Ne diruatur fuga temporum ("Que no sea destruido por el paso del tiempo"). Si dos personas se sientan en los extremos opuestos del banco y le hablan en voz baja, se pueden escuchar fácilmente. En la parte trasera hacia el oeste, Pilgrim Hill tiene vista al banco y al Conservatory Water.